# Sivasspor
Sivasspor ist ein Fußballverein aus der türkischen Stadt Sivas der gleichnamigen zentralanatolischen Provinz. Der Verein wurde im Jahr 1967 gegründet und hat die Vereinsfarben rot und weiß. In den Jahren 2005 bis 2016 spielte er insgesamt 11 Spielzeiten in der Süper Lig. In der Ewigen Tabelle dieser Lig liegt der Verein auf dem 22. Platz. Seine erfolgreichste Zeit in der Süper Lig hatte der Verein in den Jahren 2007 bis 2009. In dieser Zeit spielte er bis zum Saisonende um die türkische Meisterschaft mit und verfehlte sie in den letzten Spieltagen. Während die Saison 2007/08 als Tabellenvierter abgeschlossen wurde, wurde in der Saison 2008/09 mit der Vizemeisterschaft der größte Erfolg der bisherigen Vereinshistorie erreicht. Daneben wurde in der Spielzeit 2013/14 der 5. Tabellenplatz der Süper Lig belegt. Als weitere wichtige Erfolge sind die drei Halbfinalteilnahmen im türkischen Pokal der Spielzeiten 2008/09, 2012/13 und 2014/15 hervorzuheben bis dann, in der Saison 2021/22, mit dem türkischen Pokal der erste Titel gewonnen wurde.
Aufgrund eines Name-Sponsoringvertrages mit der Krankenhauskette Medicana hieß der Klub ab dem Frühjahr 2015 für die Vertragsdauer von eineinhalb Jahren Medicana Sivasspor.

## Geschichte

### Gründung
Die erste und vom türkischen Fußballverband nicht registrierte Vereinsgründung geht auf das Jahr 1951 zurück. Im 9. Mai 1967 fusionierte dieser Verein mit den beiden kleineren Ortsvereinen Sivas Yolspor und Sivas Kızılırmakspor zu dem heutigen Verein Sivasspor Kulübü bzw. in der Kurzform zu Sivasspor. Als Symbol für diese drei Vereine beinhaltet das Vereinslogo drei Sterne. Hintergrund dieser Vereinsgründung war Folgendes:
In der Saison 1963/64 wurde die zweithöchste türkische Liga im Profifußball als eingleisige Liga mit 13 Mannschaften gegründet. Diese Ligagründung folgte der Erstligagründung vom Sommer 1959, die als erste landesweit ausgetragene professionelle Liga im türkischen Fußball, die Milli Lig mit heutigem Namen die Süper Lig, eingeführt wurde. In den ersten fünf Spielzeiten dieser 1. Liga ergab sich das Bild, dass lediglich Mannschaften aus den drei Großstädten Istanbul, Ankara und Izmir am Spielgeschehen teilnahmen und die restlichen Provinzen der Türkei der Liga fernblieben. Lediglich Adana Demirspor aus der viertgrößten Stadt Adana schaffte es im Sommer 1960 in die Milli Lig, stieg aber bereits nach einer Saison wieder ab. Nach diesen Entwicklungen beschloss der türkische Fußballverband unter der Führung des Verbandspräsidenten Orhan Şeref Apak Anfang der 1960er Jahre, ein Projekt zu starten, wodurch alle Provinzen der Türkei am Profifußballgeschehen teilhaben konnten. Zu diesem Zweck wurde landesweit den Gouverneuren, Bürgermeistern und Notabeln aller Provinzen mitgeteilt, dass sie, falls nicht vorhanden, durch die Gründung eines konkurrenzfähigen Fußballvereins ihre Provinz in dieser Liga vertreten könnten. Dadurch wurden binnen weniger Jahre neue Vereine gegründet und die Teilnahme an dieser Liga beantragt. So wurde die zweithöchste Spielklasse, die Türkiye 2. Futbol Ligi, mit der Spielzeit 1963/64 das erste Mal gestartet. Da die Provinzen die Vereinsgründung, die Erfüllung der Auflagen bzw. die Teilnahme unterschiedlich schnell beantragten, wurde die Liga in ihrer ersten Spielzeiten wieder mit Mannschaften überwiegend aus den vier größten Städten Istanbul, Ankara, Izmir und Adana gespielt. Nur mit Çukurova İdman Yurdu und Bursaspor nahmen zwei Mannschaften aus anderen Provinzen am Spielgeschehen teil.
In Sivas kam die Vereinsgründung durch die Bemühungen des Gouverneurs Vefik Kitapçıgil und des Bürgermeisters Ahmet Durakoğlu zustande. Letzterer wurde auch zum ersten Vereinspräsidenten gewählt. Nach Erfüllung aller Auflagen nahm das neugegründete Sivasspor mit der Zweitligasaison 1967/68 zum ersten Mal am türkischen Profifußball teil. Als ersten Trainer stellte man den ehemaligen türkischen Nationalspieler Hilmi Kiremitçi ein, der die Mannschaft sowohl als Cheftrainer als auch als erfahrener Spieler auf dem Spielfeld leiten sollte. Ihre erste Saison beendete die Mannschaft auf dem 16. Tabellenplatz und erreichte so den Klassenverbleib.

### Aufstieg in die Süper Lig
Sivasspor wurde in der Zweitligasaison 2004/05 Meister der 2. Lig A Kategorisi und stieg zum ersten Mal in seiner Vereinsgeschichte in die höchste türkische Spielklasse, in die Süper Lig, auf. Der Verein war erst am Ende der Drittligasaison 1998/99 als Meister in die 2. Lig A Kategorisi, in die damalige zweithöchste Liga, aufgestiegen. In den folgenden Jahren wurde der Aufstieg in die höchste Spielklasse immer wieder knapp verpasst. Im ersten Jahr in der höchsten türkischen Fußballliga belegte Sivasspor nach Ende der Saison 2005/06 den achten Platz. In der zweiten Spielzeit verbesserten sie sich um einen Platz und wurden Siebter.

### Erste Teilnahmen im Europapokal
In die Saison 2007/08 startete Sivasspor sehr gut und wurde am Ende der Hinrunde mit 37 Punkten Herbstmeister. Somit holte nach 14 Jahren Unterbrechung wieder ein anatolischer Verein diesen inoffiziellen Titel. Am Ende der Saison belegten sie den vierten Platz, wobei sie gegen die punktgleichen Istanbuler Vereine Fenerbahçe und Beşiktaş im direkten Vergleich unterlegen waren. Der Verein nahm am UEFA Intertoto Cup 2008 teil und war damit erstmals international vertreten. Nachdem man in der zweiten Runde den FK Grbalj Radanovići knapp bezwang (2:2 a; 1:0 h), unterlag man Sporting Braga in der dritten Runde deutlich (0:2 h; 0:3 a) und schied aus.
Im darauffolgenden Jahr wurde Sivasspor ebenfalls Herbstmeister, auch diesmal mit 37 Punkten. Am Ende der Saison 2008/09 reichte es zum Vizemeistertitel, womit Sivasspor zur Qualifikation für die UEFA Champions League zugelassen war. Der Verein stieg dort in der dritten Runde ein, verlor aber gegen den RSC Anderlecht (0:5 a; 3:1 h). Es folgte der Umstieg in die Qualifikation zur UEFA Europa League. Sivasspor unterlag in der dortigen Play-off-Runde Schachtar Donezk (0:3 h; 0:2 a) und verpasste damit doch noch die Endrunde.

### Leistungsschwankungen und Abstieg
In den darauffolgenden Jahren schwankten die Leistungen des Klubs innerhalb der türkischen Liga. So beendete man die Saisonen 2009/10 und 2010/11 jeweils auf dem 15. Platz, womit man jeweils knapp dem Abstieg entging. Es folgte ein fünfter Platz in der Spielzeit 2011/12, womit der Verein an einer ligainternen Play-off-Gruppe um die Qualifikation zur UEFA Europa League teilnahm. Der Verein belegte dort jedoch den letzten von vier Plätzen.
Zur Saison 2012/13 belegte Sivasspor Platz 12 in der Endtabelle. Daraufhin brachte man in der Saison 2013/14 erneut den fünften Platz zusammen, der sportlich für die Teilnahme an der Qualifikation zur UEFA Europa League gereicht hätte. Der Verein wurde jedoch ausgeschlossen, da ihm jedoch – ebenso wie dem Pokalfinalisten Eskişehirspor – vorgeworfen wurde, in einen Bestechungsskandal verwickelt gewesen zu sein. Infolgedessen rückten die Vereine Kardemir Karabükspor und Bursaspor auf den Plätzen 7 und 8 in die Europa-League-Qualifikation nach.
In der Saison 2011/12 lief es dann für den Verein wieder erfolgreicher und erreichte den 7. Platz nach 34 Spieltagen, womit man für die Sportoto Süper Lig Europa League Play-offs qualifizierte, wo man jedoch nur 8. wurde.
In der Saison 2012/13 erreichte man mit dem 12. Platz einen Mittelfeldplatz in der Tabelle und erreichte das Halbfinale des türkischen Pokals, wo man gegen Trabzonspor ausschied.
In der Saison 2013/14 verpflichtete man mit Roberto Carlos einen neuen und prominenten Trainer, der den 5. Platz in der Tabelle erreichte, nachdem man zwischendurch auf dem 4. Platz war. Man war somit für die Saison 2014/15 für die Europa League startberechtigt, aber man wurde von der UEFA ausgeschlossen, weil man in den Manipulationsskandal verwickelt war.
Der Klub unterschrieb im Januar 2015 mit der Krankenhauskette Medicana einen Name-Sponsoringvertrag über eineinhalb Jahre. Danach führte der Klub für die Vertragsdauer den Firmennamen in seinem Vereinsnamen und hieß demzufolge Medicana Sivasspor. Sportlich hatte der Verein zu dieser Zeit allerdings keinen guten Stand. Nachdem man in der Saison 2014/15 als Fünfzehnter nur knapp den Klassenerhalt geschafft hatte, kam es für Sivasspor am Ende der Saison 2015/16 zum Abstieg in die TFF 1. Lig. Man belegte hierbei Tabellenplatz 16 und hatte drei Punkte Rückstand auf das „rettende Ufer“.

### Wiederaufstieg und internationale Rückkehr
Sivasspor gelang mit einem Punkt Vorsprung auf Yeni Malatyaspor als Zweitligameister der direkte Wiederaufstieg und auch der Klassenerhalt in der Saison 2017/18. Von einer Teilnahme am Europapokal war man als Siebtplatzierter aber noch zu weit entfernt. Es folgte Tabellenplatz 12 in der Saison 2018/19, wobei man nur vier Punkte Vorsprung auf den ersten Abstiegsplatz hatte.
In der Saison 2019/20 belegte Sivasspor den vierten Platz, womit die Rückkehr in den Europapokal geglückt war. Der Verein nahm direkt an der Gruppenphase der UEFA Europa League teil, wo man in einer Gruppe mit dem späteren Wettbewerbssieger FC Villarreal sowie Maccabi Tel Aviv und Qarabağ Ağdam landete. Sivasspor belegte mit sechs Punkten den dritten Platz vor Qarabağ und schied vorzeitig aus.
In der Saison 2020/21 konnte Sivasspor den fünften Platz erreichen und spielte damit in der Qualifikation zur UEFA Europa Conference League. Der Verein setzte sich in den Runden 2 und 3 gegen Petrocub Hîncești (1:0 a; 1:0 h) und Dinamo Batumi (2:1 a; 1:1 h) durch und traf in der Play-off-Runde auf den FC Kopenhagen. Nach zwei Niederlagen (1:2 h; 0:5 a) war Sivasspor allerdings ausgeschieden.

### Sieg im türkischen Pokal
Als Höhepunkt der Vereinsgeschichte lässt sich der Sieg im türkischen Fußballpokal 2021/22 bezeichnen. Auf dem Weg ins Endspiel musste sich Sivasspor den Vereinen MKE Ankaragücü (2:1 h), Bandırmaspor (4:2 a), Fatih Karagümrük SK (1:0 h) und Alanyaspor (2:1 a; 1:1 h) stellen. Im Finale traf man auf Kayserispor, Anpfiff war am 26. Mai 2022 im Atatürk-Olympiastadion in Istanbul. Zur Pause führte Kayserispor mit 0:1, Sivasspor glich in der zweiten Hälfte aus. Da in der regulären Spielzeit keine weiteren Tore fielen, ging das Spiel in die Verlängerung. Nur fünf Minuten nach Wiederanpfiff ging Sivasspor mit 2:1 in Führung. In der zweiten Hälfte der Verlängerung kam Kayserispor zum Ausgleich, ehe Moussa Konaté für Sivasspor in der 113. Minute das entscheidende Tor zum 3:2-Endstand erzielte. Sivasspor gewann damit erstmals den türkischen Pokal und zugleich den ersten Titel der Vereinsgeschichte. Der Verein nahm folglich auch das erste Mal am türkischen Supercup teil, wo er jedoch mit 0:4 gegen den Überraschungsmeister Trabzonspor verlor.
In der Liga belegte Sivasspor nur den zehnten Platz, doch das hielt den Pokalsieger nicht davon ab, trotzdem an der Qualifikation zur UEFA Europa League teilzunehmen. Der Verein unterlag Malmö FF doppelt (1:3 a; 0:2 h) und wechselte folglich in die Gruppenphase der UEFA Europa Conference League. Dort spielte er in einer Gruppe mit Slavia Prag, CFR Cluj und KF Ballkani und wurde Gruppensieger. So übersprang Sivasspor die K.O.-Play-offs und nahm direkt am Achtelfinale teil. Es war die erste Teilnahme des Vereins an einer internationalen K.O.-Runde. Gegen den späteren Finalisten AC Florenz konnte er sich aber nicht durchsetzen (0:1 a; 1:4 h) und schied aus.
Der zusätzliche Druck, der durch den starken internationalen Fortschritt auf dem Verein lastete, hinterließ seine Spuren in der Liga. Dort belegte Sivasspor nur Platz 14. Daraufhin reichten die Leistungen in der Saison 2023/24 für Platz 7.

## Erfolge
- Türkischer Vizemeister: 2008/09
- Türkischer Pokalsieger: 2021/22
- Meister der TFF 1. Lig: 2004/05, 2016/17
- Meister der TFF 2. Lig: 1998/99

## Ligazugehörigkeit
- Süper Lig: 2005–2016, seit 2017
- 1. Liga: 1967–1983, 1984–1986, 2016–2017
- 2. Liga: 1986–1999
- Amateurliga: 1983–1984

## Stadion
Sivasspor trug seine Heimspiele im Sivas 4 Eylül Stadı aus. Durch den Aufstieg in die Turkcell Süper Lig war der Verein gezwungen, das Stadion zu modernisieren. Seit der Sanierung besitzt es eine Kapazität von 18.700 Zuschauern. Die Qualifikation zur UEFA Champions League erforderte eine weitere Sanierung, die die Vergrößerung der VIP-Bereiche, Pressestelle und Überdachung der Haupttribünen mit einschloss. Anfang 2012 wurden Pläne für ein neues Stadion vorgelegt. Gemeinsam mit der staatlichen Wohnungsbaugesellschaft TOKI, die unter anderem die Türk-Telekom-Arena von Galatasaray mitfinanzierte, sollte ein modernes, energieeffizientes Stadion mit einer Kapazität von 33.000 Plätzen errichtet werden. Dazu gehörte der Einsatz von Solarenergie auf dem Stadiondach sowie die Nutzung von Wind bei der Klimatisierung des Innenbereichs. Der Baubeginn sollte zeitnah nach Ende der Ausschreibung erfolgen. Im Mai 2013 starteten die Arbeiten an der neuen Sivas Arena. Die Kapazität wurde vor Beginn auf 27.000 gesenkt. Ab der Saison 2016/17 wird Sivasspor im neuen Stadion mit 27.532 Plätzen spielen.

## Fanfreundschaft
Der Verein zeichnet sich durch seine treue Anhängerschaft im anatolischen Sivas aus. Es besteht seit kurzem eine Fanfreundschaft mit Kayserispor, die sich dadurch auszeichnet, dass man die dunkle Vergangenheit (1967 gab es unter beiden Fanlagern 40 Tote während eines Streits bei einem Punktspiel) zwischen den beiden Städten vergessen hat und eingesehen hat, dass Gewalt keine Lösung ist. Seitdem schauen beide Fanlager, wenn Sivasspor und Kayserispor gegeneinander spielen, ihre Spiele stets brüderlich zusammen.

## Aktueller Kader 2024/25
- Letzte Aktualisierung: 15. Juni 2025[9]

| Nr.        | Nat.                         | Name                 | Geburtstag    | im Verein seit | Vertrag bis |
| Tor        | Tor                          | Tor                  | Tor           | Tor            | Tor         |
| ---------- | ---------------------------- | -------------------- | ------------- | -------------- | ----------- |
| 13         | Serbien                      | Đorđe Nikolić        | 13. Apr. 1997 | 2024           | 2026        |
| 35         | Turkei                       | Ali Şaşal Vural      | 10. Juli 1990 | 2016           | 2026        |
| 41         | Turkei                       | Serkan Kaan Sarman   | 24. Juni 2006 | 2024           | 2026        |
| 74         | Turkei                       | Arda Erdursun        | 8. März 2007  | 2025           | 2027        |
| Abwehr     |                              |                      |               |                |             |
| 03         | Turkei                       | Uğur Çiftçi          | 4. Mai 1992   | 2018           | 2027        |
| 05         | Turkei                       | Mehmet Albayrak      | 5. Jan. 2004  | 2022           | 2027        |
| 07         | Turkei                       | Murat Paluli         | 9. Aug. 1994  | 2022           | 2026        |
| 14         | Mali                         | Samba Camara         | 14. Nov. 1992 | 2020           | 2025        |
| 23         | Turkei                       | Alaaddin Okumuş      | 23. Aug. 1995 | 2021           | 2026        |
| 26         | Serbien                      | Uros Radakovic       | 31. März 1994 | 2024           | 2026        |
| 27         | Gambia                       | Noah Sonko Sundberg  | 6. Juni 1996  | 2024           | 2025        |
| 44         | Griechenland                 | Achilleas Poungouras | 13. Dez. 1995 | 2023           | 2025        |
| 53         | Turkei                       | Emirhan Başyiğit     | 25. Apr. 2005 | 2024           | 2026        |
| 58         | Turkei                       | Ziya Erdal           | 5. Jan. 1988  | 2010           | 2025        |
| Mittelfeld |                              |                      |               |                |             |
| 08         | Griechenland                 | Charis Charisis      | 12. Jan. 1995 | 2022           | 2028        |
| 10         | England                      | Alex Pritchard       | 3. Mai 1993   | 2024           | 2026        |
| 11         | Niederlande                  | Queensy Menig        | 19. Aug. 1995 | 2024           | 2026        |
| 12         | Kongo Demokratische Republik | Samuel Moutoussamy   | 12. Aug. 1996 | 2024           | 2026        |
| 15         | Polen                        | Jan Biegański        | 4. Dez. 2002  | 2024           | 2027        |
| 17         | Turkei                       | Emrah Başsan         | 17. Apr. 1992 | 2023           | 2025        |
| 21         | Turkei                       | Emre Gökay           | 18. Feb. 2006 | 2022           | 2025        |
| 22         | Serbien                      | Veljko Simić         | 17. Feb. 1995 | 2025           | 2027        |
| 24         | Kap Verde                    | Garry Rodrigues      | 27. Nov. 1990 | 2024           | 2025        |
| 25         | Turkei                       | Oğuzhan Aksoy        | 24. Nov. 2006 | 2024           | 2027        |
| 30         | Turkei                       | Tolga Ciğerci        | 23. März 1992 | 2025           | 2025        |
| 43         | Turkei                       | Eymen Yurdcu         | 20. Juli 2009 | 2024           | 2027        |
| 66         | Turkei                       | Sinan Kaya           | 25. Juli 2006 | 2024           | 2026        |
| 80         | Turkei                       | Efkan Bekiroğlu      | 14. Sep. 1995 | 2025           | 2025        |
| 88         | Turkei                       | Talha Şeker          | 10. Apr. 2006 | 2024           | 2026        |
| 90         | Usbekistan                   | Azizbek Turgunboev   | 1. Okt. 1994  | 2024           | 2025        |
|            | Turkei                       | Erdem Güleç          | 6. März 2007  | 2024           | 2026        |
| Sturm      |                              |                      |               |                |             |
| 09         | Albanien                     | Rey Manaj            | 24. Feb. 1997 | 2023           | 2026        |
| 46         | Turkei                       | Bekir Turaç Böke     | 21. Juni 1999 | 2024           | 2027        |
| 55         | Guinea-a                     | Fodé Koita           | 21. Okt. 1990 | 2023           | 2025        |

## Rekordspieler
| Rang                     | Name                | Einsätze | Zeitraum  |
| ------------------------ | ------------------- | -------- | --------- |
| 01.                      | Ziya Erdal          | 228      | 2010–0000 |
| 02.                      | Hayrettin Yerlikaya | 178      | 2005–2013 |
| 03.                      | Kadir Bekmezci      | 174      | 2009–2015 |
| 4.                       | Hakan Arslan        | 162      | 2012–0000 |
| 5.0                      | Mehmet Yıldız       | 149      | 2005–2011 |
| 6.0                      | Aatif Chahechouhe   | 128      | 2012–2016 |
| 7.0                      | Erman Kılıç         | 124      | 2009–2013 |
| 8.                       | Michael Petkovic    | 120      | 2005–2010 |
| 09.                      | Adem Koçak          | 110      | 2012–2016 |
| 10.                      | Murat Sözgelmez     | 108      | 2005–2011 |
| Stand: 24. November 2020 |                     |          |           |

| Rang                 | Name              | Tor | Einsätze | Tor/Spiel |
| -------------------- | ----------------- | --- | -------- | --------- |
| 01.                  | Aatif Chahechouhe | 48  | 128      | 0,38      |
| 02.                  | Mehmet Yıldız     | 47  | 148      | 0,32      |
| 03.                  | Michael Eneramo   | 26  | 87       | 0,3       |
| 03.                  | Erman Kılıç       | 26  | 124      | 0,21      |
| 05.                  | Arouna Koné       | 22  | 54       | 0,41      |
| 06.                  | Burhan Eşer       | 21  | 92       | 0,23      |
| 06.                  | Pini Balili       | 21  | 97       | 0,22      |
| 08.                  | Ricardo Pedriel   | 18  | 85       | 0,21      |
| 08.                  | Hakan Arslan      | 18  | 118      | 0,15      |
| 10.                  | Musa Aydın        | 16  | 96       | 0,17      |
| Stand: 13. März 2019 |                   |     |          |           |

## Bekannte ehemalige Spieler
| - Burak Akdiş - Can Arat - Ertuğrul Arslan - Ufuk Ateş - İbrahim Aydemir - Sezer Badur - Pini Felix Balili - Faruk Bayar - Sedat Bayrak - Roman Bednář - Kadir Bekmezci - Ahmet Berman - Ali Eren Beşerler - Ferhat Bıkmaz - Fábio Bilica | - Atilla Birlik - Hameur Bouazza - Yasin Çakmak - Cem Can - Milan Černý - Servet Çetin - Simon Colosimo - Oğuz Dağlaroğlu - Ünal Demirkıran - Tolga Doğantez - Michael Eneramo - Murat Erdoğan - Ceyhun Eriş - Jacques Faty - Kamil Grosicki | - Gürhan Gürsoy - Erhan Güven - Elrio van Heerden - Yannick Kamanan - Kıvanç Karakaş - Doğa Kaya - Orhan Kaynak - Erman Kılıç - Hilmi Kiremitçi - Muhammet Kurtuluş - Deniss Ivanovs - Ersen Martin - Helmi Mihçi - Mehmet Nas - Tomáš Rada | - Jan Rajnoch - Sead Ramović - Morten Rasmussen - Michael Petkovic - Karim Saidi - Alioum Saidou - Sandro - Štefan Senecký - Rahman Soyudoğru - Murat Sözgelmez - Ricardo Pedriel Suárez - Ufuk Süer - Serdar Topraktepe - Hervé Tum - Volkan Ünlü | - Bülent Uygun - Yılmaz Vural - Hayrettin Yerlikaya - Sercan Yıldırım - Uğur Yıldırım - Mehmet Yıldız - Cihan Yılmaz - Robinho - Aurona Kone - Max Gradel |

## Trainer (Auswahl)
2005/06 trainierte der deutsche Trainer Werner Lorant die Mannschaft. Nachdem dieser jedoch sein Amt vorzeitig niederlegte, um zu Saipa Teheran zu wechseln, übernahm der Slowake Karol Pecze das Traineramt. Er wurde jedoch bereits im November durch den ehemaligen türkischen Nationalspieler Bülent Uygun ersetzt. Unter der Leitung von Uygun wurde Sivasspor in der Saison 2008/09 zum ersten Mal in der Vereinsgeschichte Vizemeister. Am 4. Oktober 2009 kündigte Bülent Uygun aufgrund des schlechten Saisonstarts seine Arbeit als Chef-Trainer. Sein Nachfolger wurde Muhsin Ertuğral, der am 22. März 2010 sein Amt ebenfalls niederlegte. Sein Nachfolger war Mesut Bakkal. Nach diesem Trainerwechsel am 27. Spieltag gab es für die Mannschaft von Sivasspor bis zum Saisonende in der Liga weder einen Sieg noch eine Niederlage. Doch mit den acht erspielten Unentschieden konnte der Abstieg in die 2. Liga verhindert werden.
| - Hilmi Kiremitçi (April 1967 – Mai 1968) - Naci Özkaya (August 1969 – November 1970) - Lefter Küçükandonyadis (November 1970 – Mai 1971) - Bülent Eken (Juni 1972 – Mai 1973) - Hilmi Kiremitçi (November 1973 – Mai 1974) - İsmail Kurt (September 1976 – Mai 1977) - Köksal Mesçi (August 1978 – Mai 1979) - Nazım Kona (August 1979 – Mai 1980) - Kamuran Soykıray (August 1980 – Mai 1981) - Murat Özgen (Dezember 1991 – Mai 1992) - Arda Vural (Februar 1993 – April 1994) - Turgut Kafkas (September 1994 – Mai 1995) - Murat Özgen (Dezember 1997 – Mai 1998) - İlyas Tüfekçi (Oktober 2001 – Mai 2002) - Mehmet Şahan (August 2002 – Mai 2003) - Muharrem Uğur (August 2003 – November 2003) - Kemal Kılıç (November 2003 – Mai 2004) - İsmail Kartal (August 2004 – Mai 2005) | - Werner Lorant (August 2005 – Juli 2006) - Karol Pecze (Juli 2006 – November 2006) - Bülent Uygun (November 2006 – Oktober 2009) - Muhsin Ertuğral (Oktober 2009 – März 2010) - Mesut Bakkal (März 2010 – Oktober 2010) - Rıza Çalımbay (Oktober 2010 – Mai 2013) - Roberto Carlos 3 (Juli 2013 – Dezember 2014) - Sergen Yalçın 4 (Dezember 2014 – Oktober 2015) - Okan Buruk (Oktober 2015 – Februar 2016) - Mesut Bakkal (Februar 2016 – Mai 2016) - Osman Özköylü (Juni 2016 – September 2016) - Mesut Bakkal (September 2016 – März 2017) - Samet Aybaba (März 2017 – Mai 2018) - Tamer Tuna (Juni 2018 – November 2018) - Hakan Keleş 5 (November 2018 – Mai 2019) - Rıza Çalımbay (Juni 2019 – ) |